# 朱新㙉
晉簡王朱新㙉（1516年—1575年）是明朝追封晉王朱知㸅之子。他在嘉靖十二年（1533年）以新化王長子奉敕管理府事，任晉府宗理，嘉靖十五年（1536年）嗣封晉王，追封父親朱知㸅為晉康王，祖父朱表槏為晉安王。朱新㙉在萬曆三年（1575年）死，諡號晉簡王，無兒子，本由其弟朱新墧的長子朱慎鏡繼承他，但因他未就任就去世，而且無兒子，所以由朱新墧的第三子晉惠王朱慎鋷繼承他。
| 前任： 從父端王朱知烊 晉王 | 明晉國宗理 1533年－1536年 明晉國國王 1536年－1575年 | 繼任： 侄敬王朱慎鏡 晉府宗理 |